# Henri Louis Duret
Pour les articles homonymes, voir Duret.
Henri Louis Duret est un polytechnicien et ingénieur civil français, né le 14 juillet 1849 à Laroche-Saint-Cydroine (Yonne) et mort le 1er juin 1886 à Panama, à 36 ans.
Il est connu pour avoir travaillé avec Léon Boyer à la construction du Viaduc de Garabit avant que ce projet soit finalisé par Gustave Eiffel, puis, toujours avec Léon Boyer, comme ingénieur divisionnaire de la Compagnie de Panama, de janvier 1886 à sa mort, due à la fièvre jaune.

## Biographie
Henri Duret est né le 14 juillet 1849 à Laroche-Saint-Cydroine, dans le département de l’Yonne. Fils de Eugène Urbain Duret et de Honorine Céline Levillain, il est admis à l’École polytechnique à Paris, en 1868, sous le numéro d’admission 75. En 1870, il est à l’École polytechnique au moment du siège de Paris et a participé à sa défense.
Il épouse, le 27 janvier 1873, Anne Mélanie Dupont, à Château-Landon, et auront un fils, Albert Adrien Eugène Duret né le 18 novembre 1874.
Il travaille à la construction du Viaduc de Garabit, réalisé de 1880 à 1884. C’est à cette occasion qu’il fait connaissance de Léon Boyer, également polytechnicien, et que celui-ci lui propose de le suivre pour participer à la construction du Canal de Panama.
Henri Duret envoie régulièrement à son épouse, de nombreuses « Lettres de Panama », pour la rassurer, de son embarquement le 8 janvier 1886, sur la Paquebot Lafayette, à sa mort, à Panama, le 1er juin 1886 peu après celle de son collègue et ami Léon Boyer . Sur le Paquebot Lafayette, se trouvaient M. Charles de Lesseps (fils de Ferdinand de Lesseps, promoteur du Canal de Suez), M . Léon Boyer, M. de Lareinty, M. Jacquet, M. Bonnafous, M. Nouailhar-Pioch et M. Étienne Martin, tous réunis et présents sur la photo prise le 23 janvier 1886, à la Martinique, dans la propriété de Monsieur de Larienty.

Photos de l'époque
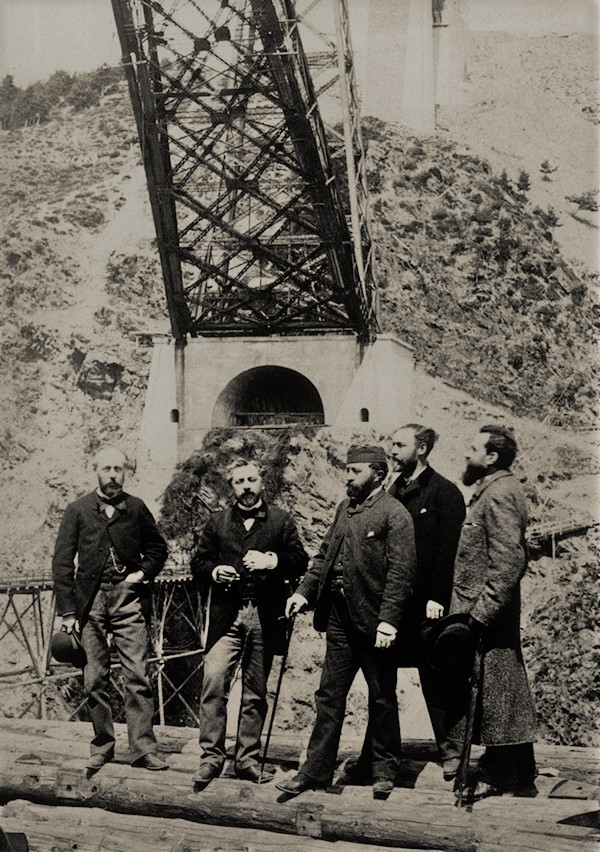
Photo 1.
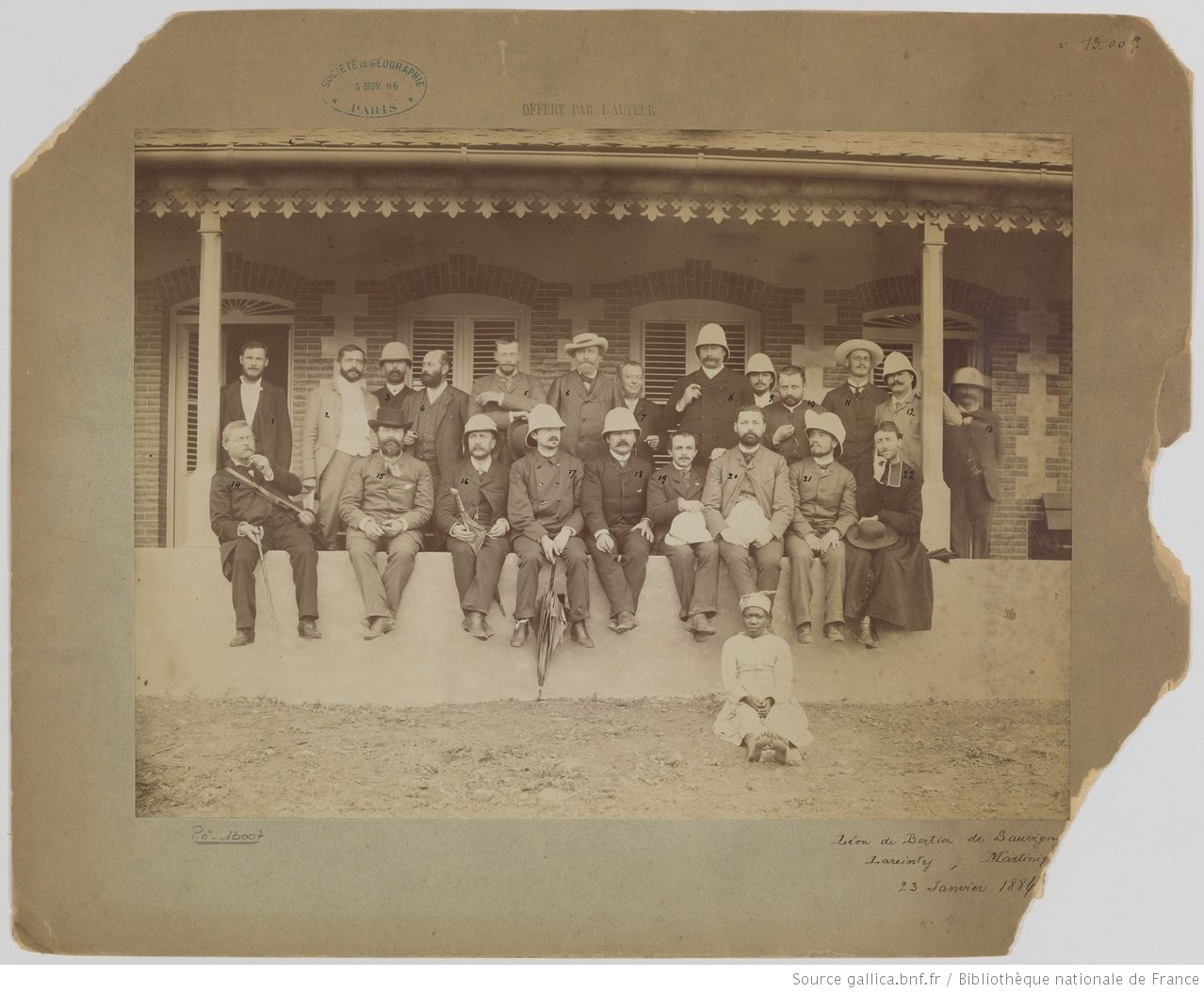
Photo 2.

Légende des photos de l'époque : photo 1 : Henri Louis Duret (au centre) avec Gustave Eiffel (deuxième gauche) et Léon Boyer (deuxième droite) et leurs collaborateurs au pied du Viaduc de Garabit ; photo 2 : Groupe de conception du Canal de Panama, en Martinique le 23 janvier 1886 (erreur de légende), (pas d'erreur, ce n'est pas un 4 mais bien un 6 avec le trait final qui descend) avec Léon Boyer (17) et Henri Louis Duret (10).